# Federação Italiana de Futebol
A Federação Italiana de Futebol (em italiano: Federazione Italiana Giuoco Calcio, que usa a sigla FIGC), é o órgão dirigente do futebol sediada em Roma, na Itália. A entidade foi fundada em Turim em 15 de março de 1898 sob o nome Federazione Italiana del Football (FIF), manteve esse nome até 1909.
A FIGC é responsável pela organização dos principais campeonatos do futebol italiano. Entre eles o: Campeonato Italiano, a Copa da Itália e a Supercopa da Itália. A FIGC também é responsável pela Seleção Italiana de Futebol (tetracampeã mundial).

## História

### As origens
Foi fundada na cidade de Turim em 15 de março de 1898 sob o nome de Federação Italiana de Futebol – FIF (em italiano: Federazione Italiana del Football), nome esse mantido até 1909, para a presidência da nova associação foi eleito em 25 de março o engenheiro Mario Vicary, numa espécie de constituinte presidida pelo Conde Enrico D'Ovidio.
Seguindo esse impulso que deu à Federação uma estrutura formal, o futebol conseguiu chegar rapidamente em toda a Itália, reunindo a empolgação e iniciativas que já haviam infectado as grandes cidades, de Gênova a Roma, de Turim a Palermo, de Milão para Nápoles. Pouco mais de dois meses depois de sua fundação, em 8 de maio de 1898, a Federazione organizou um torneio realizado no Velódromo Humberto I em Turim entre FC Torinese, Genoa, Ginnastica Torino e Internazionale Torino; o Genoa foi o campeão do Torneio, conquistando de fato o que, então, entraria para a história como a primeira edição do Campeonato Italiano de Futebol.
Em 1909, foi sugerido mudar o nome da Federação durante as eleições anuais do conselho realizadas em Milão, as poucas equipes presentes, que representavam menos de 50% dos clubes filiados, decidiram então enviar um cartão-postal pedindo que todas as equipes votassem em um dos cincos novos nomes sugeridos durante a reunião. O novo nome que foi aprovado foi "Federazione Italiana Giuoco del Calcio" e desde então este é o nome da Federação Italiana de Futebol. A Federação foi reconhecida pela FIFA em 1905 e faz parte da UEFA desde o nascimento da confederação europeia, que ocorreu em 1954.[carece de fontes?]
A estreia da Seleção Masculina ocorreu em 15 de maio de 1910, na Arena Civica em Milão, e a Itália venceu a França por 6–2, vestindo camisas brancas. No ano seguinte, a icônica camisa Azzurra foi usada pela primeira vez numa partida contra a Hungria, a cor escolhida foi uma homenagem à Casa de Savoia.
Infelizmente, a Primeira Guerra Mundial paralisou as atividades de 1916 a 1919 e a recuperação foi naturalmente difícil, tornando-se ainda mais problemática pelas lacunas criadas pelo conflito entre os oficiais e os jogadores. Uma vez que esta triste e dolorosa fase foi superada, enquanto o País recuou lentamente, o futebol explodiu, encorajado pelo desejo de redenção e um novo começo em que o esporte desempenhou um papel essencial.
O futebol foi importado da Inglaterra, mas já era popular na Itália e sua popularidade se espalhou rapidamente, mesmo após uma pausa durante a Primeira Guerra Mundial, o futebol italiano continuou a evoluir: em 1913, foi realizado o primeiro campeonato em escala nacional, mesmo divididos em grupos do norte e sul, a competição foi vencida pelo Pro Vercelli que derrotou a Lazio por 6–0; em 1922, a primeira Coppa Italia foi realizada e o Vado ganhou o troféu; nesse mesmo ano, a Confederazione Calcistica Italiana (C.C.I.) separou-se da FIGC e acabou voltando no ano seguinte; e em 1930, o Campeonato Italiano disputado no sistema da rodadas foi lançado. Em dez anos (1923–33), ocorreram as primeiras grandes transformações em nível nacional e internacional, e essas mudanças foram possíveis graças a gestão de Leandro Arpinati na FIGC entre 1926 e 1933. Em 1933, Arpinati deixou o cargo para Giorgio Vaccar, que passará para a história como o mais bem sucedido presidente da história do futebol italiano. Nesse período, sob sua gestão, trouxeram glória para a seleção italiana liderada pelo técnico Vittorio Pozzo, que venceu as Copas do Mundo de 1934 e 1938, além da medalha de ouro nos Jogos Olímpicos de 1936.

### O período do pós-guerra
Durante o barulho sinistro das bombas da Segunda Guerra Mundial, o futebol teve que parar, e mais uma vez a guerra varreu tudo, e dramaticamente interrompeu o ar de entusiasmo e alegria que estava crescendo. A partir do período do pós-guerra, a Federação foi abalada por resultados decepcionantes alcançados em campo, motivados pelos escândalos nacionais ou extra-futebolistas..
O futebol está entre os fatores que ajudaram a Itália a sair dos escombros da guerra: os bons anos do Grande Torino (vencedor de cinco campeonatos seguidos) e Tragédia de Superga (1949), tiveram repercussões imediatas na seleção nacional, que acabou eliminada na primeira rodada das Copas do Mundo de 1950 e 1954 e não qualificada para o Mundial de 1958. Foi também um período de grave crise para a FIGC: o presidente Ottorino Barassi renunciou, abrindo caminho para uma nova gestão do Comitê Executivo, nas mãos do comissário extraordinário Bruno Zauli. Foi, no entanto, este período da gestão do Comitê Executivo temporário que encorajou a transformação total de todo o corpo da federação e sua organização e Bruno Zauli inicia a renovação da FIGC em 1959: três ligas foram instituídas (profissional, semi-profissional e amador), a Associação de Árbitros foi transformada em um Setor da FIGC e outros dois setores de serviços foram criados, o setor Técnico, com sede em Coverciano, e o setor de categorias de base, que deu novo impulso às escolinhas de futebol. O mandato de Zauli chegou ao fim, e Umberto Agnelli chegou à frente da Federação em 1959. No entanto, ele logo decidiu desistir da tarefa porque estava muito envolvido com seus compromissos com a FIAT. No seu lugar, em 1961, começou o período de Giuseppe Pasquale à frente da entidade, ele foi "esmagado" pelo fracasso da seleção na 1966 contra a Coréia. Em 1967, com a chegada de Artemio Franchi à presidência da FIF (FIGC), o futebol italiano redescobriu sua forma em escala internacional. Em 1968, a Itália comandada por Valcareggi sediou e tornou-se campeã da Eurocopa e em 1970 foi vice-campeã da Copa do Mundo no México, perdendo a final para o Brasil por 4–1, depois de vencer na semifinal a Alemanha na prorrogação por 4–3. Os sucessos também ocorreram fora de campo: o Presidente da FIGC, Artemio Franchi, foi eleito presidente da UEFA em 1973 e vice-presidente da FIFA em 1974, deixou o cargo na FIGC para Franco Carraro em 1976, mas acabou voltando ao posto em 1978 e ficou até 1980.

### Anos 70/90
Um escândalo de apostas levou à renúncia de Artemio Franchi da presidência da FIGC, à véspera da Copa do Mundo na Espanha, onde a Itália treinada por Enzo Bearzot conquistou seu terceiro título mundial, sob a gestão do presidente Federico Sordillo, que substituiu Franchi em 1980. Em 1986, as consequências do Totonero bis, um escândalo de jogos de futebol na Itália entre 1984 e 1986 nas Serie A, Serie B, Serie C1 e Serie C2, levaram Franco Carraro ao comando da FIGC, como comissário extraordinário. Antonio Matarrese foi eleito presidente da FIGC em outubro de 1987. Nesse meio tempo, a reforma do Estatuto promovida por Carraro garantiu um arranjo mais funcional para toda a organização. Os anos que seguiram foram importantes para o futebol italiano, pois a seleção masculina conquistou o terceiro lugar no Campeonato Europeu de 1988, na Alemanha, e dois anos depois sediou a Copa do Mundo de 1990.[carece de fontes?]
Em 1996, as vicissitudes pessoais do presidente Antonio Matarrese, a falha na conquista da Copa de 90, a não qualificação para a Euro de 92 e a falha na Euro na Inglaterra em 96, levaram a queda de presidente da FIGC. Um congresso elegeu Luciano Nizzola como presidente da entidade, encerrando um período de 4 meses de gestão do secretário-geral do Comitê Olímpico Italiano, Raffaele Pagnozzi, como comissário extraordinário. Em 2000 foi a vez de Gianni Petrucci, que tornou-se comissário extraordinário após uma fracassada tentativa de reeleição de Luciano Nizzola.

### A era contemporânea
No final da presidência da FIF (FIGC) de Luciano Nizzola, nenhum candidato conseguiu obter o quórum necessário para ser eleito. Assim, a liderança da FIGC foi assumida pelo presidente do Comitê Olímpico Nacional Italiano – CONI, Gianni Petrucci, como comissário extraordinário. Após um ano de administração externa do presidente do CONI, Franco Carraro tornou-se presidente da Federação Italiana de Futebol, depois de ter sido eleito com mais de 90% dos votos durante a Assembleia Geral realizada em 28 de dezembro de 2001, em Roma. Franco Carraro voltou a presidência da FIGC depois de 25 anos, ele tinha sido sido eleito pela primeira vez em 1 de agosto de 1976.[carece de fontes?]
Em maio de 2006, após as conseqüências do Calciopoli, um escândalo que envolveu alguns dos principais clubes do país em um esquema de manipulação de resultados na temporada 2004–05 da Serie A, a FIGC foi colocada sob intervenção pelo Comitê Olímpico Nacional Italiano (CONI, na sigla em italiano) e o presidente da Federação Italiana de Futebol, Franco Carraro foi substituído pelo comissário extraordinário, Guido Rossi. Em 19 de setembro, Rossi renunciou ao cargo de Comissário da FIGC. Em 21 de setembro, Luca Pancalli, chefe do Comitê Paraolímpico Italiano, foi escolhido para substituir Rossi, como comissário extraordinário da FIGC.
Em 2 de abril de 2007, Giancarlo Abete é eleito presidente da FIGC por uma grande maioria durante a assembleia geral, com um coeficiente de 449,94 votos dos 461,94 correspondentes aos 264 delegados que votaram (5 votaram em branco, 2 abstiveram de votar dos 271).
Em 2009, Giancarlo Abete foi confirmado como presidente da FIGC para mais quatro anos durante a primeira rodada de votação, tendo recebido 98,42% de todos os votos e 2011 ele também será nomeado vice-presidente da UEFA.
Em 14 de janeiro de 2013, o presidente Giancarlo Abete foi reeleito para a chefia da FIGC.
Após a Copa do Mundo FIFA de 2014, Abete demitiu-se e Carlo Tavecchio, 74 anos, foi eleito presidente da Federação em 11 de agosto de 2014.
Em 20 de novembro de 2017, o presidente da FIGC, Carlo Tavecchio, renunciou ao cargo, uma semana depois de a seleção nacional não conseguir a vaga para a Copa do Mundo de 2018 na Rússia, a primeira vez desde 1958; ele havia sido reeleito para quatro anos no cargo em março de 2017, mas passou a sofrer grande pressão depois da desclassificação na repescagem europeia pela Suécia, considerada um desastre no país, e decidiu se afastar.
Em 1 de fevereiro de 2018, após a eleição fracassada assembleia de janeiro de 2018, que não consegue chegar ao quórum para a eleição de um novo presidente, o CONI, que supervisiona todos os esportes na Itália, nomeia o seu secretário geral, Roberto Fabbricini, para o cargo de comissário extraordinário da Federação Italiana de Futebol, que passa a presidir interinamente a entidade.
Em 22 de outubro de 2018, o ex-mandatário da Lega Pro (terceira divisão do futebol da Itália) Gabriele Gravina foi eleito como o novo presidente da Federação Italiana de Futebol (FIGC). Gabriele Gravina, de 65 anos, ganhou a eleição com 97,20% dos votos, em uma assembleia eleitoral em Roma. O cartola era o único candidato para substituir o ex-presidente Carlo Tavecchio. A FIGC estava sob intervenção do Comitê Olímpico Nacional Italiano (CONI) desde janeiro, devido ao impasse para escolher o sucessor de Tavecchio.

## Componentes da FIGC
A Federazione Italiana Giuoco Calcio conta com os seguintes componentes:
- Lega Nazionale Professionisti Serie A (LNPA ou Lega Serie A)
- Lega Nazionale Professionisti B (LNPB, Lega Serie B ou Lega B)
- Lega Italiana Calcio Professionistico (Lega Pro)
- Lega Nazionale Dilettanti (LND)
- Associazione Italiana Calciatori (AIC, associação italiana de futebolistas)
- Associazione Italiana Allenatori Calcio (AIAC, associação italiana de treinadores de futebol)
- Associazione Italiana Arbitri (AIA), associação italiana de árbitros)

## Conquistas Seleção Italiana de Futebol
- 4 - Copas do Mundo: 1934, 1938, 1982, 2006
- 2 - Eurocopas : 1968, 2020
- 1 - Copa das Nações: 1942 (não reconhecida oficialmente como Copa do Mundo da FIFA)
- 3 - Medalhas Olímpicas: Medalha de ouro em 1936, Medalha de bronze em 1928 e Medalhas de bronze em 2004.
- 2 - Copas Internacionais da Europa Central: 1927-30, 1933-35

## Presidentes
Fontes oficias: FIGC e do CONI:
| FEDERAZIONE ITALIANA FOOTBALL (1898–1909)         | FEDERAZIONE ITALIANA FOOTBALL (1898–1909) | FEDERAZIONE ITALIANA FOOTBALL (1898–1909)                                                                 |
| Nome                                              | Mandato                                   | Observação                                                                                                |
| ------------------------------------------------- | ----------------------------------------- | --- |
| Conde Enrico D'Ovidio                             | 1898–1905                                 | Presidente "pro tempore" de 15 de março a 25 de março de 1898.                                            |
| Mario Vicarj                                      | 1898–1905                                 | Eleito em 26 de março de 1898.                                                                            |
| Giovanni Silvestri                                | 1905–1907                                 | |
| Emilio Balbiano di Belgioioso                     | 1907–1909                                 | |
| Luigi Bosisio                                     | 1909–1910                                 | |
| FEDERAZIONE ITALIANA GIUOCO DEL CALCIO (1909–...) |                                           | |
| Nome                                              | Mandato                                   | Observação                                                                                                |
| Felice Radice                                     | 1910–1911                                 | |
| Emilio Valvassori                                 | 1911                                      | |
| Alfonso Ferrero de Gubernatis Ventimiglia         | 1911–1912                                 | |
| Vittorio Rignon                                   | 1912–1913                                 | |
| Luigi De Rossi                                    | 1913–1914                                 | Eleito, mas não aceitou o cargo.                                                                          |
| Carlo Montù                                       | 1914–1915                                 | |
| Francesco Mauro                                   | 1915–1919                                 | Regente durante a Primeira Guerra Mundial.                                                                |
| Carlo Montù                                       | 1919–1920                                 | |
| Francesco Mauro                                   | 1920–1921                                 | Interino.                                                                                                 |
| Luigi Bozino                                      | 1921–1923                                 | |
| Giovanni Mauro                                    | 1923–1924                                 | Comissário.                                                                                               |
| Luigi Bozino                                      | 1924–1926                                 | |
| Leandro Arpinati                                  | 1926–1933                                 | |
| Giorgio Vaccaro                                   | 1933–1942                                 | |
| Luigi Ridolfi Vay da Verrazzano                   | 1942–1943                                 | |
| Giovanni Mauro                                    | 1943                                      | Regente da FIGC de julho a setembro de 1943.                                                              |
| Ettore Rossi                                      | 1943–1944                                 | Regente da FIGC de setembro de 1943 a março de 1944.                                                      |
| Ferdinando Pozzani                                | 1944                                      | Regente da FIGC de março a julho de 1944.                                                                 |
| Ottorino Barassi                                  | 1944–1958                                 | Regente da FIGC de dezembro de 1944 a maio de 1946. E presidente eleito de maio de 1946 a agosto de 1958. |
| Bruno Zauli                                       | 1958–1959                                 | Comissário extraordinário.                                                                                |
| Umberto Agnelli                                   | 1959–1961                                 | |
| Giuseppe Pasquale                                 | 1961–1967                                 | |
| Artemio Franchi                                   | 1967–1976                                 | |
| Franco Carraro                                    | 1976–1978                                 | Eleito em 8 de janeiro de 1976.                                                                           |
| Artemio Franchi                                   | 1978–1980                                 | |
| Federico Sordillo                                 | 1980–1986                                 | |
| Franco Carraro                                    | 1986–1987                                 | Comissário extraordinário de 7 de setembro de 1986 a 29 de julho de 1987.                                 |
| Antonio Matarrese                                 | 1987–1996                                 | |
| Raffaele Pagnozzi                                 | 1996–1997                                 | Comissário extraordinário.                                                                                |
| Luciano Nizzola                                   | 1997–2000                                 | |
| Gianni Petrucci                                   | 2000–2001                                 | Comissário extraordinário e presidente do CONI.                                                           |
| Franco Carraro                                    | 2001–2006                                 | Eleito em 28 de dezembro de 2001.                                                                         |
| Guido Rossi                                       | 2006                                      | Comissário extraordinário de 16 de maio a 19 de setembro de 2006.                                         |
| Luca Pancalli                                     | 2006–2007                                 | Comissário extraordinário de 21 de setembro de 2006 a 2 de abril de 2007.                                 |
| Giancarlo Abete                                   | 2007–2014                                 | Eleito em 2 de abril de 2007 e demitiu-se em 30 de junho de 2014.                                         |
| Carlo Tavecchio                                   | 2014–2018                                 | Presidente de 11 de agosto de 2014 a 29 de janeiro de 2018.                                               |
| Roberto Fabbricini                                | 2018                                      | Comissário extraordinário de 1 de fevereiro a 21 de outubro de 2018.                                      |
| Gabriele Gravina                                  | 2018–                                     | Eleito em 22 de outubro de 2018.                                                                          |